# 赞比亚大学
赞比亚大学（University of Zambia，UNZA）是一所位于赞比亚首都卢萨卡的公立大学。该校是赞比亚最大、历史最悠久的高等学习机构。该大学成立于1965年，并于1966年7月12日正式向公众开放。主要教学语言为英语。 

## 历史
UNZA的起源可以追溯到第二次世界大战之前，北罗得西亚在很早之前就有了建立一所大学的想法。然而，当战争爆发时，组建大学的计划被迫中止，直到战后才恢复。由于非洲大部分地区高等教育机构的快速发展，英国殖民政府迅速制定了为非洲设立中非大学学院的计划。 
中非委员会 (CAC) 任命了一个委员会来调查高等教育学院的建立需求，并随后建议设立一所高等教育学院。 1952年，亚历山大·卡尔-桑德斯爵士 (Sir Alexander Carr-Saunders) 对非洲中部的非洲本土人接受高等教育的必要性进行了后续调查，并于1953年3月提交了后续报告。南罗得西亚政府接受建立一所多种族大学学院，因此委员会建议在索尔兹伯里建立一所机构。然而，亚历山大·克尔（Alexander Kerr）撰写了一份报告，对南罗得西亚政府的提议提出了反驳，认为在种族平等的基础上建立高等教育机构在非洲是不可行的，因此建议在卢萨卡建立一所与欧洲没有任何联系的独立高等学府。 
由于殖民地独立斗争，1950年代末和1960年代初的政治气候使罗得西亚公立大学的组建变得不那么有吸引力。因此，争取在卢萨卡建立高等教育机构的计划被推上了日程。1963年3月，新的北罗得西亚政府任命了一个委员会，即洛克伍德委员会，由约翰·洛克伍德爵士 （页面存档备份，存于）领导，以评估在北罗得西亚设立大学的可行性。该委员会非常重视自治，因此建议建立一所与英国现有大学没有任何联系的独立高等教育机构。报告还建议将赞比亚大学从一开始就建立为一所成熟的独立研究机构。 
赞比亚大学临时理事会于 1965 年颁布《赞比亚大学法》后成立。1965年7月，Douglas G. Anglin被任命为副校长，1965年10月，赞比亚总统批准了1965年第66号法案。 
赞比亚大学最终于1966年7月13日正式组建，1966年7月13日，肯尼思·戴维·卡翁达(Kenneth David Kaunda) 总统被任命为第一任校长。

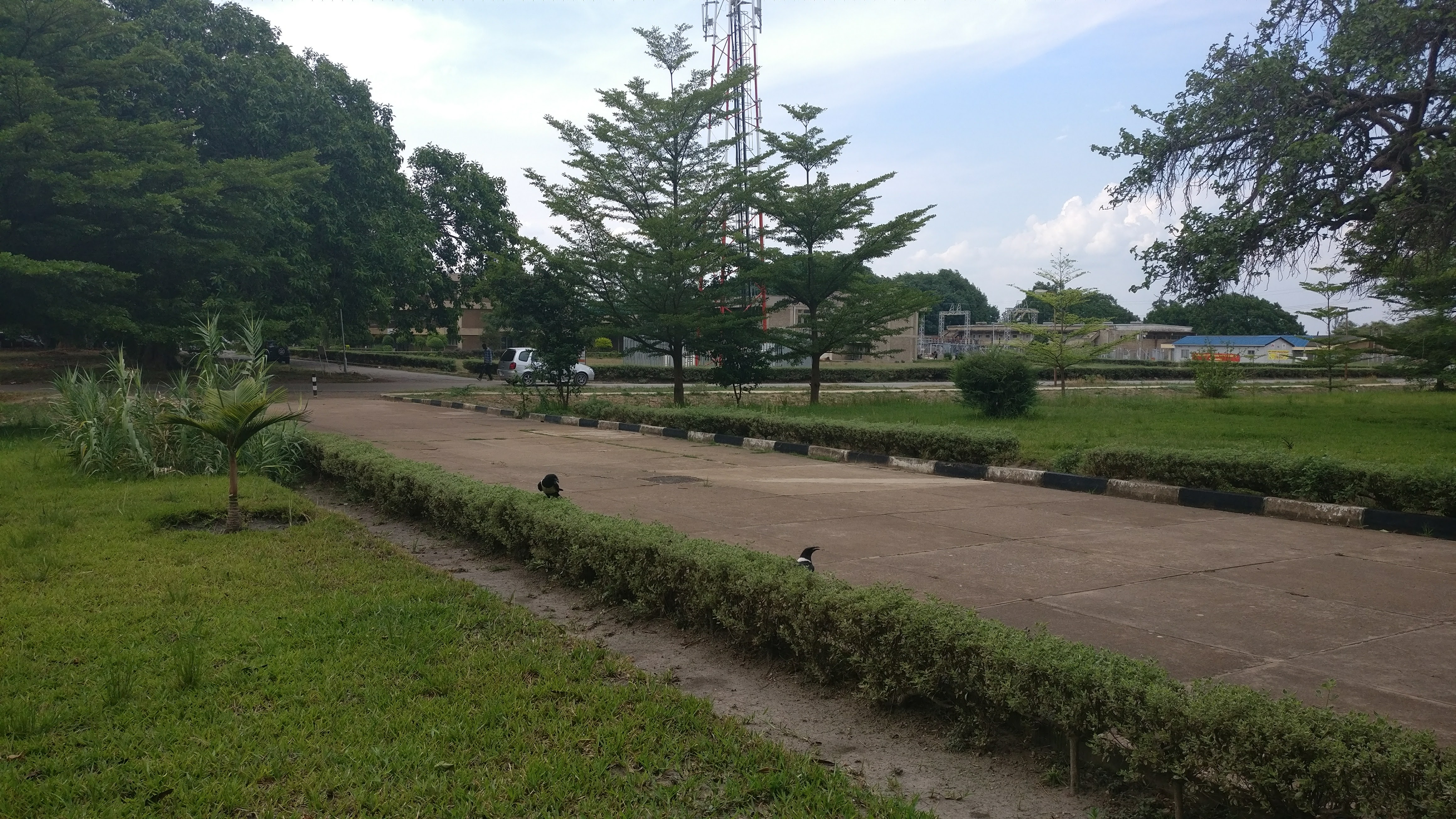
赞比亚大学矿业学院

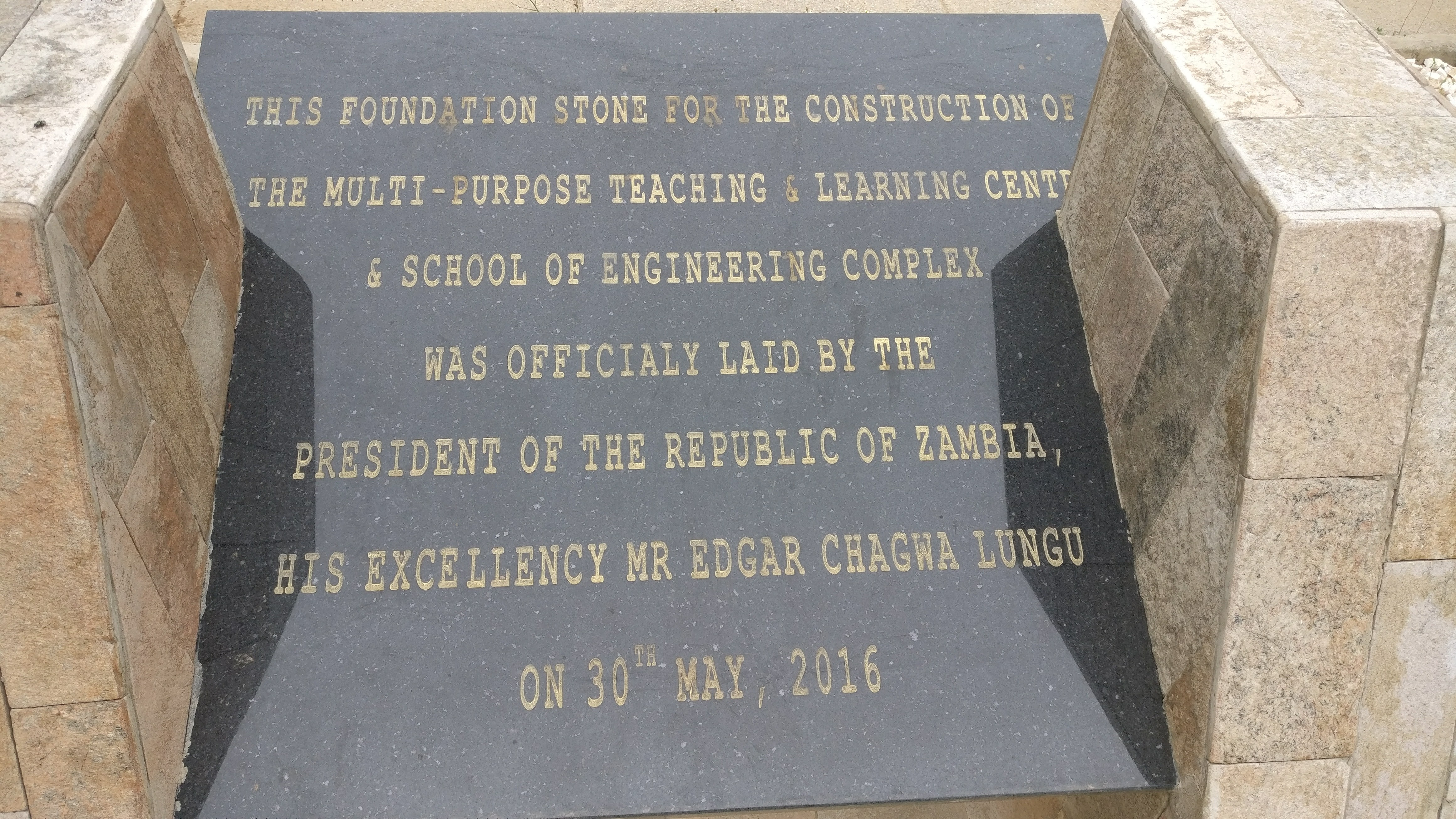
赞比亚大学多功能教学中心基石

## 组织
赞比亚大学拥有超过157个本科和研究生学位课程。赞比亚大学分为以下院系：

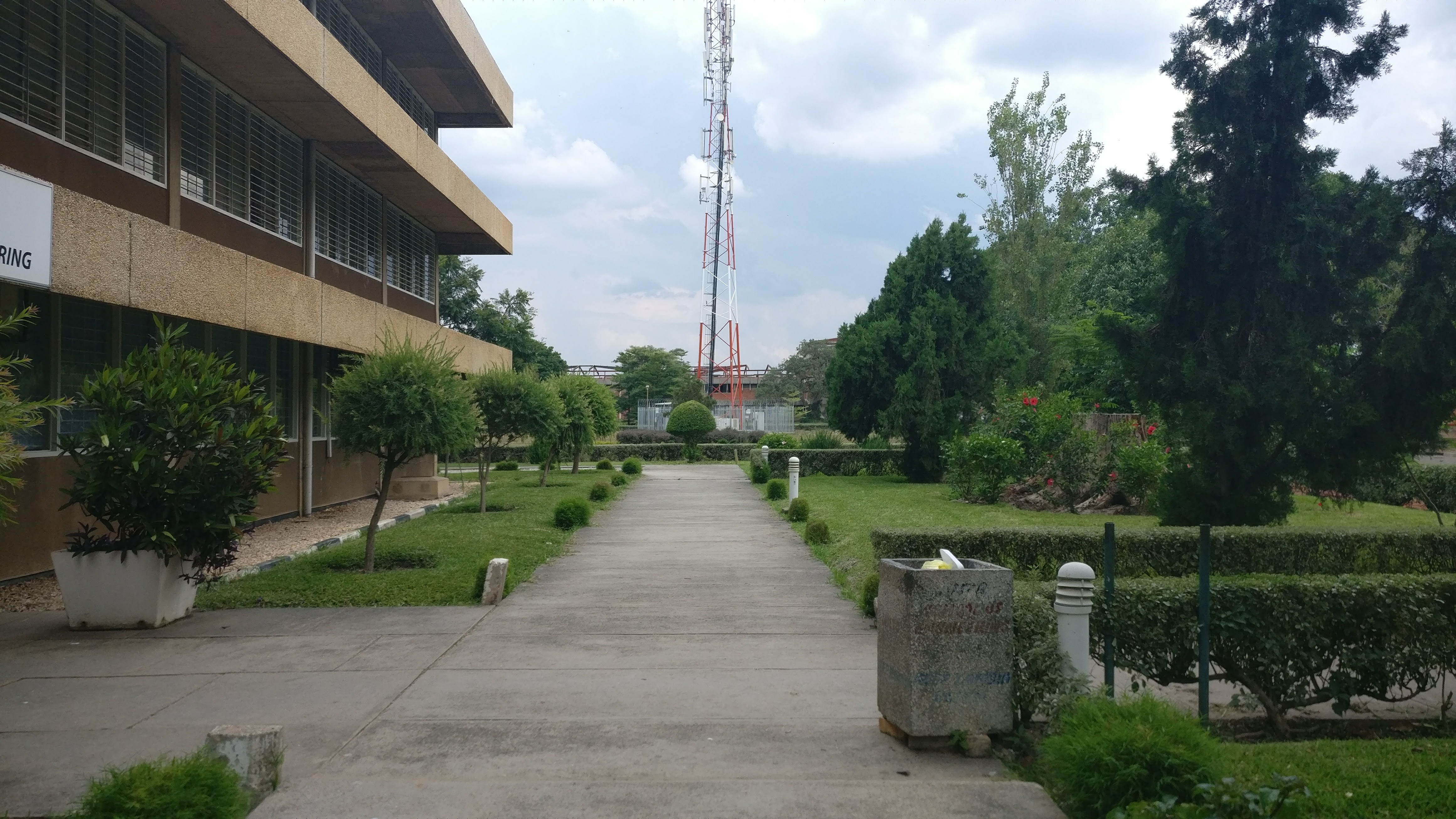
赞比亚大学工程学院

农业科学学院
- 农业经济
- 动物科学
- 食品科学与营养学
- 植物科学
- 土地科学

工程学院
- 农业工程学
- 土木与环境工程学
- 电气学与电子工程学
- 机械工程学
- 地质工程学

教育学院
- 成人教育和继续教育研究
- 教育研究
- 课堂管理和政策研究
- 教育心理学、社会学和特殊教育
- 图书馆和信息研究学[7]
- 语言学与社会科学
- 数学与科学教育
- 初级教育[8]
- 宗教研究

人文社会科学学院
- 现代会发展研究
- 经济学
- 历史学
- 政治学和行政研究
- 社会人口变化研究
- 现代学
- 哲学与应用伦理学
- 媒体与传播研究（大众传播）
- 文学与语言学
- 性别研究
- 社会工作与社会学

法学院
- 刑法
- 民法